# Китайский ёж
Китайский ёж, или Южнокитайский ёж, или Хьюгов ёж (лат. Mesechinus hughi) — один из степных видов ежей, населяет центральные области КНР. Предпочитает открытые пространства, но иногда заходит в леса у предгорий или по долинам рек. Характерная особенность данного вида — неразвитость иглового покрова на голове. Также, в отличие от большинства других видов ежей, китайский ёж ведёт дневной образ жизни и ищет пищу в светлое время суток. Из-за удалённости своего ареала данный вид является одним из самых неизученных видов настоящих ежей.